# Bruit au travail
Le bruit est une sensation auditive désagréable ou gênante. Au-delà d’un certain seuil, quand le niveau sonore est très élevé, tous les sons sont dangereux pour la santé. Au travail, le bruit peut avoir de multiples origines : machines, outils, véhicules…
Le niveau du bruit se mesure en décibels. Selon l'Institut National de Recherche et de Sécurité, pour une journée de travail de 8 heures, l’ouïe est en danger à partir de 80 dB(A). Si le niveau de bruit est supérieur, l’exposition doit être de plus courte durée et pour un niveau supérieur à 120 dB(A), toute exposition est dangereuse.
En France, selon l’enquête Sumer 2010, 18 % des salariés sont exposés à des bruits supérieurs à 85 dB(A) et 5 % de manière prolongée (20 heures ou plus dans la semaine). Les ouvriers sont particulièrement touchés. Les secteurs les plus concernés sont l’industrie, la construction et l'agriculture. La gêne causée par le bruit au travail concerne en revanche de nombreux secteurs d’activité (dont les services et l’administration) et selon une enquête de l’association JNA et IFOP réalisée en 2018, 59 % des actifs français se disent gênés par le bruit sur leur lieu de travail.

## Risques professionnels

### Fatigue auditive
La fatigue auditive est consécutive d’une exposition à un bruit intense et se traduit par un déficit temporaire de la perception auditive ou des acouphènes. La fatigue auditive est réversible mais peut entraîner la surdité si elle est trop souvent répétée.

### Surdité
La surdité est caractérisée par un déficit auditif permanent. Ce déficit peut survenir de manière brutale lors d’une exposition à des bruits intenses qui vont instantanément détruire les stéréocils des cellules ciliées. On parle alors de TSA (traumatisme sonore aigüe). Il peut s'agir de bruit de choc, d’explosion, de larsen dans le secteur de la musique ou des télécommunications. Généralement, le déficit auditif s’installe progressivement et la personne atteinte ne se rend pas compte de la dégradation de son audition avant qu’elle ne touche massivement les fréquences conversationnelles. La surdité professionnelle est alors provoquée par une répétition de l'exposition à de forts niveaux sonores (> 80 dB(A)). Ces sollicitations provoquent notamment de la fatigue auditive qui à terme peut évoluer en déficit irréversible.
L’exposition combinée à certaines substances chimiques, dites ototoxiques, peut amplifier le déficit auditif par des mécanismes synergiques.
La surdité peut être reconnue comme maladie professionnelle par l'intermédiaire du tableau numéro 42 du régime général et numéro 46 du régime agricole. En 2016, avec plus de 700 cas reconnus par le régime général, la surdité demeure un risque important de maladie professionnelle. Pour que la surdité professionnelle soit reconnue, le déficit auditif moyen sur les 4 bandes d'octave 500  à   4 000 Hz doit être supérieur à 35 dB HL. 

### Effets extra-auditifs
Le bruit au travail peut également entraîner des effets néfastes pour d’autres fonctions que l’audition. 
Le bruit favorise le risque d’accident du travail car il empêche la bonne audition des signaux d’alerte, il détourne l’attention et perturbe la communication. Le bruit est également une cause de fatigue et de stress et agit sur les systèmes nerveux, cardiovasculaire et digestif,.

## Prévention

### Réglementation
Le cadre réglementaire de la prévention des risques liés à l’exposition au bruit est identique à celui de tout autre risque et s’appuie sur les neuf principes généraux édictés par le code du travail (article L-4121-2).
L’évaluation des risques liés au bruit passe par un mesurage des niveaux de bruit auxquels les travailleurs sont exposés. Elle a pour objet de déterminer des indicateurs de risque, principalement le niveau d’exposition sonore quotidienne (LEX,8h) exprimé en dB(A) et le niveau de pression acoustique de crête (LpC) qui correspond à des bruits impulsionnels (chocs). 
Les exigences de la réglementation varient en fonction de ces niveaux d’exposition :
- si dépassement de la Valeur d’exposition inférieure (VAI), 80 dB(A) pour l'exposition moyenne (LEX,8h) ou 135 dB(C) pour le niveau de crête (LpC) :
  - information et formation des travailleurs,
  - mise à disposition de protections individuelles contre le bruit (PICB),
  - examen audiométrique sur demande du salarié ou du médecin ;

- si dépassement de la Valeur d'exposition supérieure (VES), 85 dB(A) pour l’exposition moyenne (LEX,8h) ou 137 dB(C) pour le niveau de crête (LpC) :
  - mise en place de mesures techniques ou organisationnelles visant à réduire l’exposition au bruit,
  - signalement des zones de danger et limitation des accès,
  - s'assurer du port effectif des PICB,
  - mise en place d’une surveillance individuelle renforcée en accord avec l'employeur et le médecin du travail ;

- si dépassement de la Valeur limite d’exposition (VLE) en tenant compte de l'atténuation liée au port de PICB, 87 dB(A) pour l’exposition moyenne (Lex,8h) ou 140 dB(C) pour le niveau de crête (LpC) :
  - interdiction de dépasser ce seuil,
  - mise en œuvre immédiate de mesures visant à réduire le niveau d'exposition au bruit.

### Mesures de prévention
Dans le milieu professionnel, plusieurs démarches pourront permettre de réduire le risque de perte d’audition en agissant directement ou indirectement sur le bruit. Si la réduction du bruit à la source est préconisée en premier lieu, elle n’est pas toujours possible. On pourra alors envisager d'agir sur la propagation du bruit (éloignement, cloisonnement ou encoffrement des machines, écrans acoustiques). En dernier recours, les protections individuelles contre le bruit (casques anti-bruit, bouchons d’oreilles) pourront être proposées lorsque les moyens de protection collective n’ont pas pu être mis en œuvre.
Afin, de prévenir le risque de surdité des salariés, il peut être judicieux d’évaluer, dans un premier temps, la fatigue auditive périphérique des salariés exposés. Des outils permettant ce diagnostic existent.